# 時代精神 (雑誌)
『時代精神』（じだいせいしん、시대정신）は、社団法人時代精神が発刊する韓国の雑誌である。1998年11月に金永煥、韓基弘、洪溍杓など主体思想派から転向した1980年代の学生運動参加者によって創刊した。
創刊号から2003年の22号まで隔月で発刊していたが、2003年の23号から季刊発行として復刊したが、2005年末に休刊した。しかし、2006年に安秉直が社団法人時代精神の理事長に就任して、ニューライトの理論誌として2006年の31号から再創刊された。
社会科学だけでなく、文学や文化評論も取り扱っており、毎年2月、5月、8月、11月の25日頃に年4回発行される。
主な特集では、「20世紀の韓国の大逆転」、「韓国民統合」、「北朝鮮の先軍政治と核開発、その崩壊と対策」、「経済不況と社会セーフティーネットの構築」、「世界金融危機と自由主義の未来」「李明博大統領の政治課題」などである。
2015年の68号から発行が隔月となった。

## 関連リンク
- 朴貞憙『韓国の新自由主義的グローバル化時代におけるニューライト運動研究 : ニューライト運動形成および帰結を取り巻く「政治的機会・脅威」と組織化を中心に』 立命館大学〈博士（国際関係学） 甲第1108号〉、2016年。doi:10.34382/00009676。NAID 500001043988。